# Aleksandr Dianin

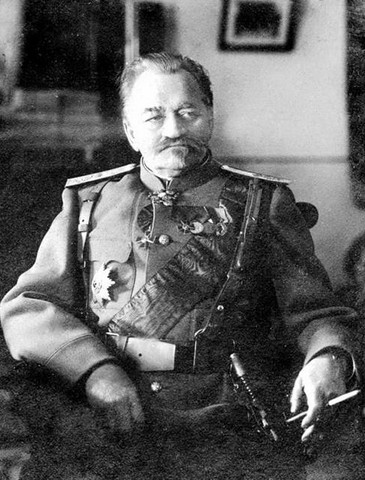
Aleksandr Dianin

Aleksandr Dianin (1851–1918) – rosyjski chemik, badacz związków organicznych z grupy fenoli. Był kierownikiem Katedry Chemii Cesarskiej Akademii Medyczno-Chirurgicznej w Petersburgu (obecnej Wojskowej Akademii Medycznej im. S.M. Kirowa w Petersburgu).  Jako pierwszy w 1891 r. otrzymał bisfenol A. Jego teściem był znany rosyjski chemik i kompozytor  Aleksandr Borodin.